# Solpuga simplex
Solpuga simplex es una especie de arácnido  del orden Solifugae de la familia Solpugidae.

## Distribución geográfica
Se distribuye por República del Congo.